# Papyrus 43
Papyrus 43 (volgens de nummering van Gregory-Aland), of {\displaystyle {\mathfrak {P}}}43, is een oude kopie van het Griekse Nieuwe Testament. Het is een handschrift op papyrus van het boek Openbaring van Johannes; het bevat hoofdstuk 2 :12-13; 15:8-16:2. Op grond van schrifttype wordt het manuscript gedateerd in de zesde of zevende eeuw. Het wordt bewaard in de British Library (Inv. 2241) in Londen.

## Beschrijving
De Griekse tekst vertegenwoordigt de Alexandrijnse tekst. Kurt Aland plaatst het vanwege zijn ouderdom in categorie II van zijn Categorieën van manuscripten van het Nieuwe Testament.